# Chaerophyllum syriacum
Chaerophyllum syriacum là một loài thực vật có hoa trong họ Hoa tán. Loài này được Heldr. & Ehrenb. ex Boiss. mô tả khoa học đầu tiên năm 1872.